# Lambertia viridis
Lambertia, nom. illeg., rod zelenih algi iz porodice Characiaceae, vodi se kao sinonim za Korshikoviella. Ukrajinska slatkovodna alga L. viridis Massjuk 1961, taksonomski je priznata
Tipična vrsta L. gracilipes (F.D.Lambert) Korshikov 1953, sinonim je za Korshikoviella michailovskoensis (Elenkin) P.C.Silva